# Landschaftsschutzgebiet Extensivgrünländer nördlich Enkhausen
Das Landschaftsschutzgebiet Extensivgrünländer nördlich Enkhausen mit 8,4 ha Flächengröße liegt im Stadtgebiet von Sundern im Hochsauerlandkreis. Es wurde 2019 bei der Neuaufstellung des Landschaftsplans Sundern durch den Kreistag des Hochsauerlandkreises als Landschaftsschutzgebiet (LSG) vom Typ C, Wiesentäler und bedeutsames Extensivgrünland ausgewiesen. Es ist umgeben vom Landschaftsschutzgebiet Sundern. Vorher war das Gebiet ab 1993 Teil vom Landschaftsschutzgebiet Stark strukturierte Feldflur nördlich von Enkhausen gewesen. Das LSG besteht aus vier Teilflächen und grenzt mit einer Fläche direkt an das Dorf Enkhausen.

## Beschreibung
Das LSG umfasst weitere vergleichsweise extensiv genutzte Wiesen und Weiden am Südhang des Enkhauser Berges. Die zudem gegebene gute Ausstattung des Hanges mit strukturierten Hecken ist eine regionsspezifische Besonderheit. Der gesamte Bereich mit seinen unterschiedlichen Schutzausweisungen, darunter das angrenzende Naturschutzgebiet Enkhauser Berg, ist laut Landschaftsplan von regionaler Bedeutung im Biotopverbund von durch Gehölzstrukturen wie Hecken, Einzelbäume, Baumgruppen und Obstwiesen gekennzeichneten Biotopen mit blütenreichen Magergrünlandflächen.

## Schutzzweck
Der Landschaftsplan führt zum Schutzzweck aus: „Ergänzung der NSG-Festsetzungen der Talauen zu einem Grünlandbiotop-Verbundsystem, das Tieren und Pflanzen Wanderungs- und Ausbreitungsmöglichkeiten schafft und damit der Erhaltung der Leistungsfähigkeit des Naturhaushalts dient. Gleichzeitig wirken die offenen Talauen aufgrund ihrer überwiegenden Lage im waldreichen Plangebiet gliedernd und belebend im Bild der Landschaft und tragen damit zur Sicherung ihrer Vielfalt, Eigenart und Schönheit bei. Weiterhin sollen (Extensiv-)Grünlandflächen erhalten werden, die hervorgehobene Bedeutung für den Biotop- und Artenschutz haben.“

## Rechtliche Vorschriften
Wie in den anderen Landschaftsschutzgebieten vom Typ C in Sundern besteht im LSG ein Verbot der Erstaufforstung und Weihnachtsbaum-, Schmuckreisig- und Baumschul-Kulturen anzulegen. Grünland und Grünlandbrachen dürfen nicht in Acker oder andere Nutzungen umgewandelt werden.

## Gebot und Entwicklungsmaßnahmen
Wie für alle Landschaftsschutzgebiete vom Typ C im Landschaftsplangebiet wurde ein spezielles Gebot erlassen. „Das Grünland ist extensiv zu bewirtschaften, z. B. im Rahmen des Kulturlandschaftspflegeprogrammes des HSK.“
Wie für alle Landschaftsschutzgebiete vom Typ C in Sundern wurde ein spezielles zwei Entwicklungsmaßnahmen festgesetzt. Bei der landwirtschaftlichen Nutzung soll eine extensive Bewirtschaftung mit vertraglicher Regelungen angestrebt werden. Brachflächen sollen sektoral im Turnus von 3 Jahren – jedoch nicht vor dem 1. August eines Jahres – gemäht werden um eine Verbuschung zu verhindern. Als spezielle Entwicklungsmaßnahmen wurden festgesetzt, dass abgängige Obstbäume bis in die Zerfallsphase hinein zu erhalten sind und dann nachgepflanzt wird und vorhandene Fehlstellen in den Obstbaumbeständen mit standortangepassten Obstsorten zu ergänzen sind.